# Заліщицький районний краєзнавчий музей
Заліщицький районний комунальний краєзнавчий музей — музей, який розташований за адресою: Заліщики, вул. С. Бандери, 66.

## Історія: становлення і сучасність
Відродження музейної справи у Заліщиках у післявоєнний період стало можливим завдяки зусиллю історика, краєзнавця Онисія Тура. Учитель-ентузіаст створив у 1954—1955 рр. при Будинку піонерів, а потім у середній школі історико-краєзнавчий гурток, з якого потім і виріс краєзнавчий музей.

## Фонди і експозиції музею
За роки роботи в музеї зібрано 16 310 експонатів основного фонду.
Тут можна побачити такі експозиції:
- «ОУН-УПА — борці за волю України»;
- «Наші земляки на фронтах Другої Світової війни».

Пересувні виставки:
- «Християнські святині на Заліщанщині»;
- «Михайло Гайворонський — сурмач війська січового»;
- «Осип Маковей. Шляхами життя»;
- «Михайло Голинський: дорогами життя»;
- «Кошилівці-Обоз — всесвітньовідома пам'ятка археології».

З 1990 року на базі музею діє Південно-Тернопільська археологічна експедиція.